# Espen Lien

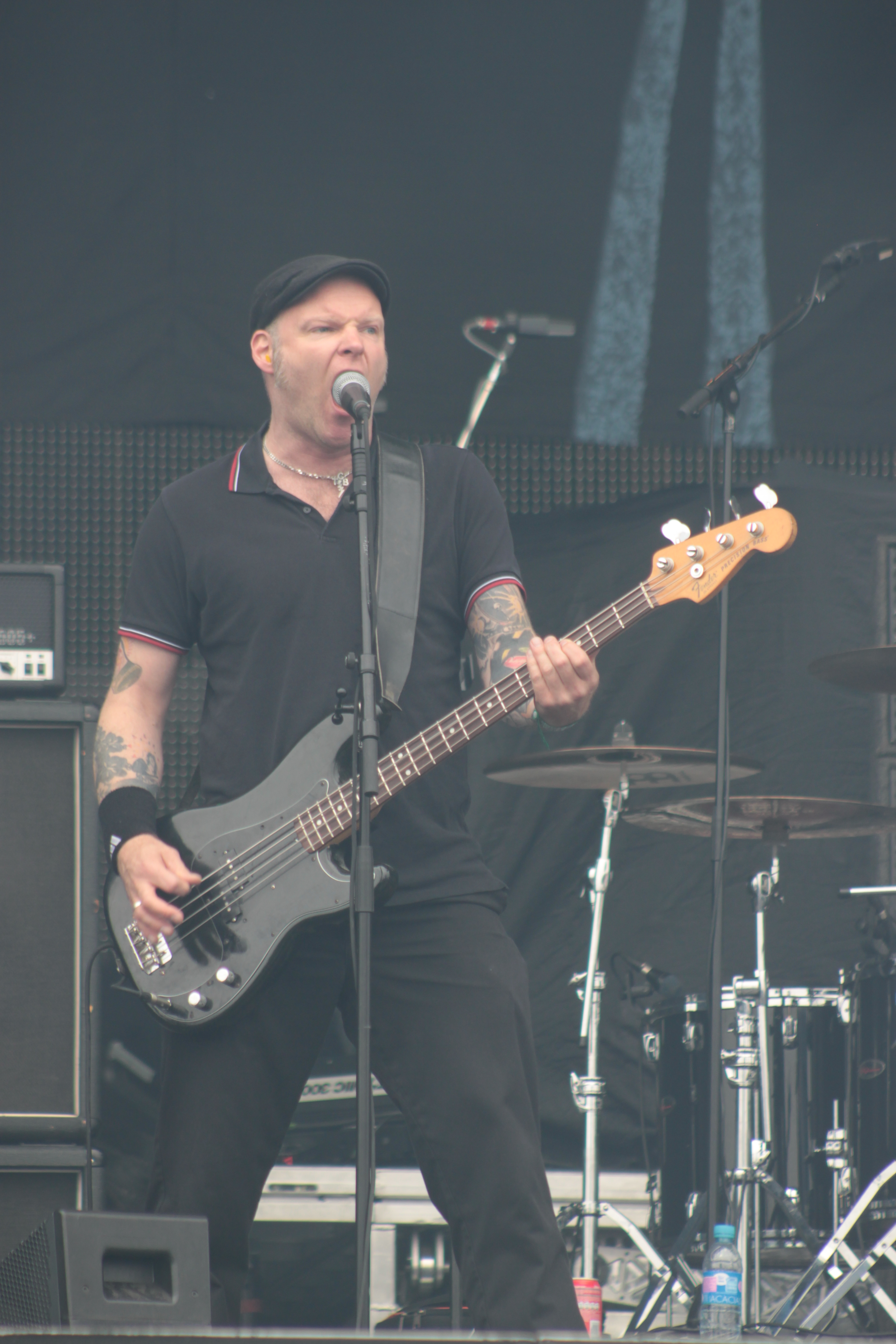
Espen Lien (2013)

Espen Lien ist ein norwegischer Bassist. Er ist Mitglied der Band Audrey Horne und spielte zuvor bei den Barbie Bones, Slut Machine und Trinacria.

## Werdegang
Lien begann seine Karriere im Jahre 1989 mit der Band Barbie Bones, mit denen er zwei Studioalben veröffentlichte. Im Jahre 1992 wurde die Band mit dem Spellemannprisen, dem norwegischen Äquivalent des Grammy Award ausgezeichnet. Ein Jahr später lösten sich die Barbie Bones auf. Espen Lien schloss sich daraufhin der Thrash-Metal-Band Slut Machine an, die im Jahre 1996 ihr einziges Studioalbum veröffentlichten.
Nach mehreren Jahren Pause schloss sich Lien im Jahre 2005 dem Projekt Trinacria an, dass von Mitgliedern der Viking-Metal-Band Enslaved und der Noise-Band Fe-Mail gegründet wurde. Das Projekt veröffentlichte im Jahre 2008 ihr einziges Werk Travel Now Journey Infinitely. Bei Trinacria traf Lien auf den Gitarristen Arve Isdal, der neben Enslaved auch in der Hard-Rock-Band Audrey Horne spielt.
Da Audrey Horne nach dem Ausstieg von Tom Cato Visnes keinen Bassisten hatten half Espen Lien ab 2009 als Livemusiker auf und spielte als Gastmusiker auf dem im Jahre 2010 erschienenen Album Audrey Horne. Während der Arbeiten am drei Jahre später veröffentlichten Album Youngblood wurde Lien schließlich ein vollwertiges Bandmitglied. Bei Konzerten steuert er zudem Hintergrundgesänge bei.

## Diskografie
| mit Audrey Horne - 2013: Youngblood - 2014: Pure Heavy - 2018: Blackout - 2020: Waiting for the Night | mit Barbie Bones - 1990: Break for Nobody - 1992: Death in the Rocking Horse Factory mit Slut Machine - 1996: Slut Machine | mit Trinacria - 2008: Travel Now Journey Infinitely |